# Grań Kończystej

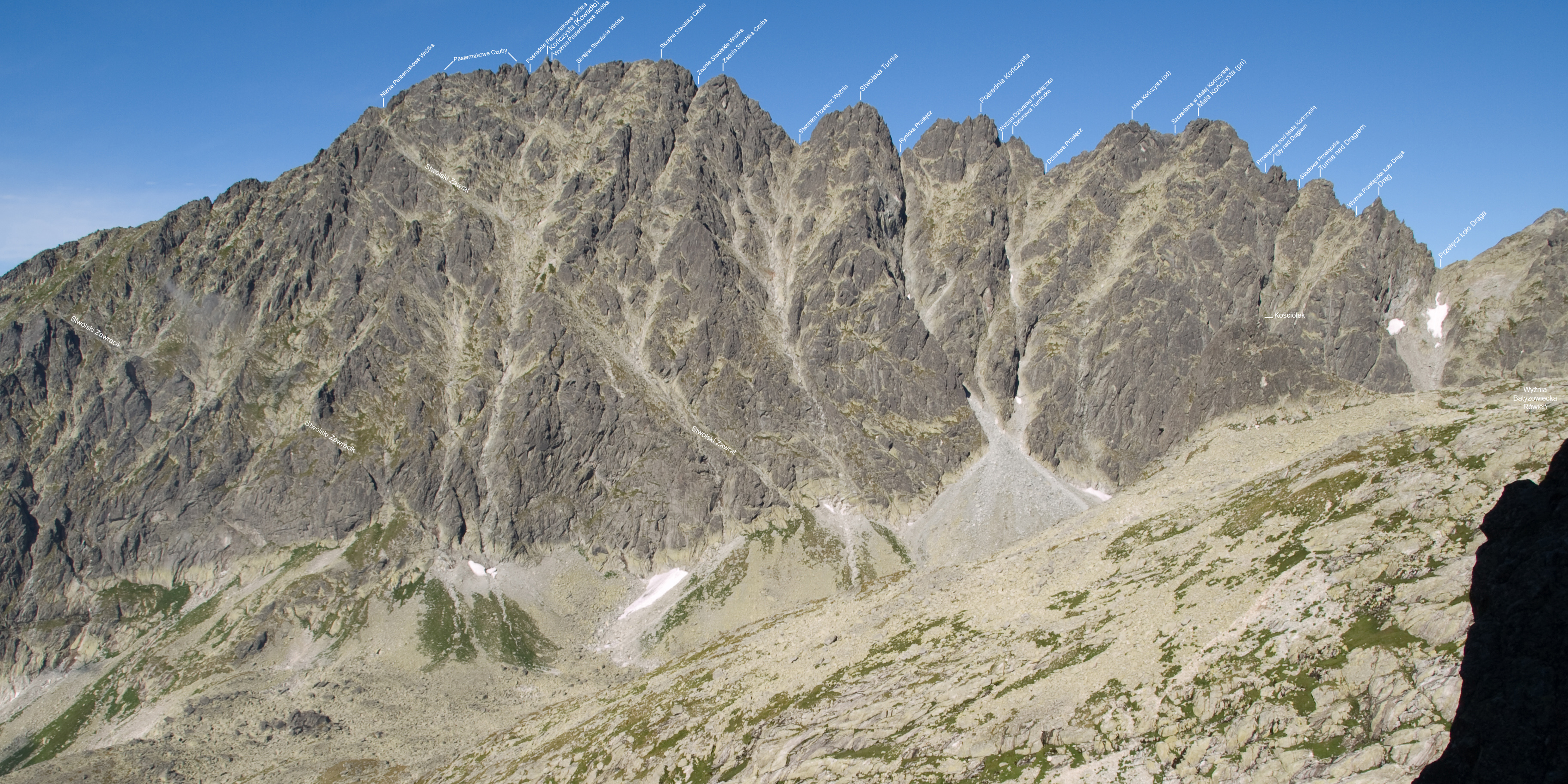
Grań Kończystej od strony Doliny Batyżowieckiej (podpisane formacje)

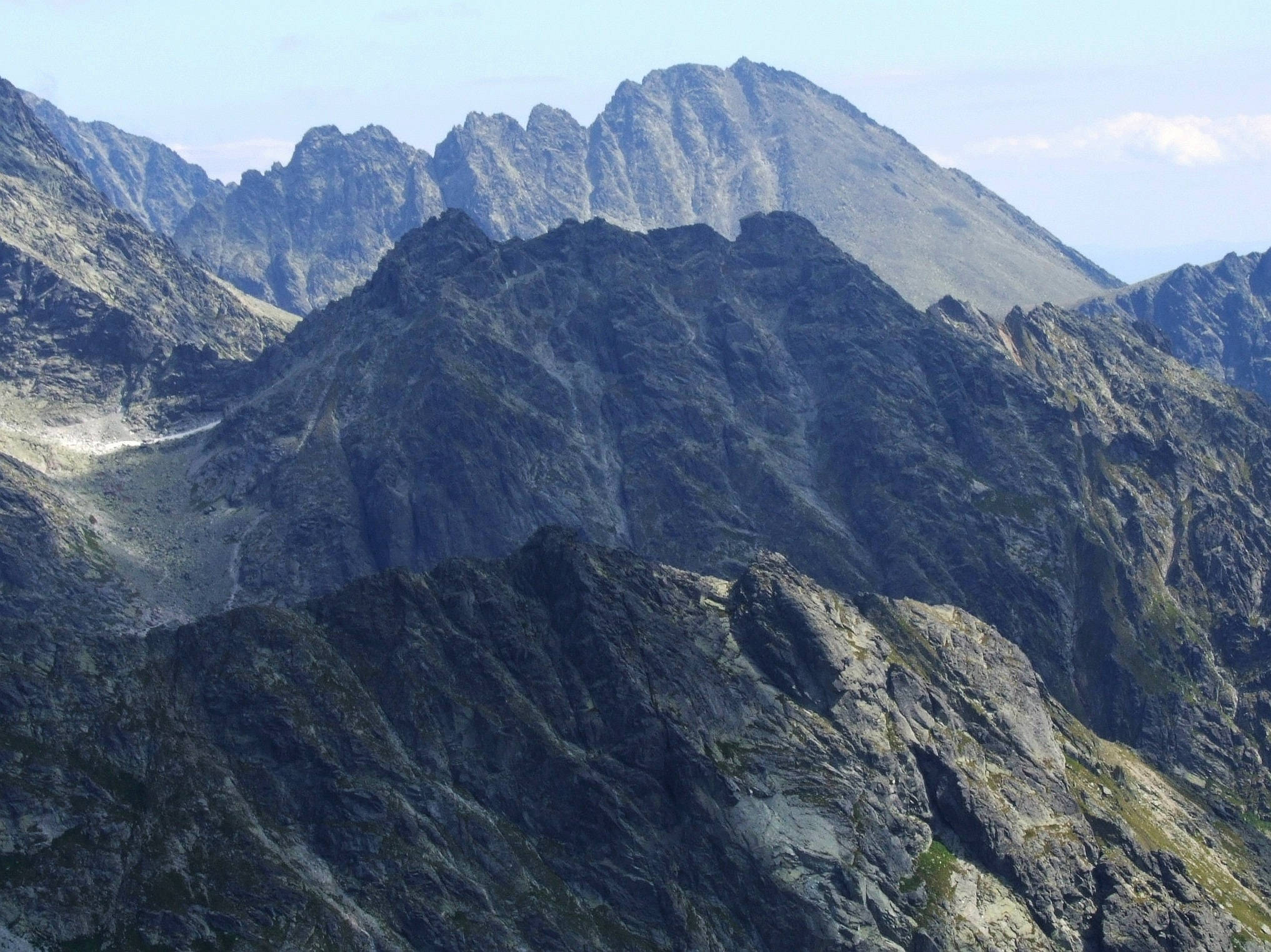
Od góry: Grań Kończystej, Kopa Popradzka, Wołowiec Mięguszowiecki. Widok z Koprowego Wierchu

Grań Kończystej (słow. hrebeň Končistej, niem. Končystagrat, Kontschistagrat, węg. Koncsiszta-gerenc) – tatrzańska grań ciągnąca się od Przełęczy koło Drąga po Kończystą. Oddziela Dolinę Złomisk, a następnie Dolinę Stwolską od Doliny Batyżowieckiej. Przełęcz koło Drąga odgranicza Grań Kończystej od Zmarzłego Szczytu położonego w grani głównej Tatr Wysokich.
W grani można wyróżnić następujące formacje (w kolejności od północy na południe):
- Drąg (Drúk, ok. 2395 m n.p.m.),
- Wyżnia Przełączka koło Drąga (Vyšné sedlo pod Drúkom, ok. 2378 m),
- Turnia nad Drągiem (Veža nad Ľadovým, ok. 2417 m),
- Stadłowa Przełączka (Štrbina nad Ľadovým, ok. 2405 m),
- Igły nad Drągiem (Ihly nad Drúkom) – grupa czterech turniczek,
- Przełączka pod Małą Kończystą (Štrbina pod Malou Končistou),
- Mała Kończysta (Malá Končistá, 2450 m) – ma dwa wyraźne wierzchołki rozdzielone Szczerbiną w Małej Kończystej,
- Dziurawa Przełęcz (Kahulská štrbina, ok. 2380 m),
- Dziurawa Turniczka (Kahulská vežička),
- Wyżnia Dziurawa Przełączka (Vyšná Kahulská štrbina),
- Pośrednia Kończysta (Prostredná Končistá, ok. 2440 m),
- Rynicka Przełęcz (Rinčová štrbina, ok. 2395 m),
- Stwolska Turnia (Štôlska veža, 2463 m),
- Stwolska Przełęcz Wyżnia (Štôlska štrbina, ok. 2410 m),
- Zadnia Stwolska Czuba (Zadný Štôlsky hrb),
- Zadnie Stwolskie Wrótka (Zadná Končistá štrbina),
- Skrajna Stwolska Czuba (Predný Štôlsky hrb),
- Skrajne Stwolskie Wrótka (Končistá štrbina),
- Kończysta (wierzchołek północny),
- Wyżnie Pasternakowe Wrótka (Vyšná Pastrnakova bránka),
- Kończysta (Končistá, wierzchołek główny – Kowadło, 2537 m),
- Pośrednie Pasternakowe Wrótka (Prostredná Pastrnakova bránka),
- Pasternakowe Czuby (Pastrnakove zuby),
- Niżnie Pasternakowe Wrótka (Nižná Pastrnakova bránka).

Poniżej Grani Kończystej, po stronie Doliny Złomisk przebiega ciąg zachodów zwany Stwolską Ławką (Lávka v Končistej), łączący Przełęcz koło Drąga ze Stwolską Przełęczą (2168 m). Umożliwia ona do większości obiektów w Grani Kończystej dostęp łatwiejszy niż droga granią, która jest na odcinku Przełęcz koło Drąga – Pośrednia Kończysta dość trudna.
Pierwsze przejścia Grani Kończystej:
- letnie, od Przełęczy koło Drąga na Kończystą – Alfred Martin i Hermann Rumpelt, 25 sierpnia 1908 r.,
- zimowe, z ominięciem północnej grani Drąga – Ivan Gálfy, Juraj Richvalský i Ladislav Richvalský, nocą 13–14 kwietnia 1953 r.,
- zimowe, razem z północną granią drąga, w drugą stronę – P. Bodický, V. Koch, P. Koreň, Martin Košik i Ivan Urbanovič, 6 kwietnia 1955 r.